# SV Yorck Boyen Insterburg
Pour les articles homonymes, voir Boyen.
Maillots
Le SV Yorck Boyen Insterburg est un ancien club allemand de football qui était localisé à Insterbourg, en province de Prusse-Orientale.

## Histoire
Le club fut fondé en 1921 sous l’appellation de SV Yorck Insterburg. En 1934, le club fusionna avec le Militär SV von Boyen Tilsit pour former le SV Yorck Boyen Insterburg. Le nom du club avait été choisi en l’honneur de deux généraux prussien: le comte Ludwig Yorck von Wartenburg et Hermann von Boyen.
Après l’arrivée au pouvoir des Nazis, en 1933, les compétitions de football furent réformées. Le SV Yorck Boyen fut alors versé dans la Gauliga Ostpeussen. Le cercle y conquit deux fois le titre et participa autant de fois à la phase finale du Championnat national.
En 1935, il termina dernier d’un groupe de 4 remporté par le PSV Chemnitz. Trois ans plus, il se classa à nouveau 4e sur quatre d’une poule gagnée par le Hamburger SV.
Après le début du second conflit mondial, le SV Yorck Boyen Insterburg céda la place à l’équipe d’une unité militaire.
À la fin de la Seconde Guerre mondiale, la ville d’Insterburg se trouva dans la zone attribuée à l’URSS et qui constitue l’actuelle enclave russe de Kaliningrad. La population allemande fut expulsée. Comme tous les clubs allemands de la région, le club du SV Yorck Boyen Insterburg disparut.

## Palmarès
- Champion de la Gauliga Ostpreussen : 1935, 1938.